# Rehsiepen (Schmallenberg)

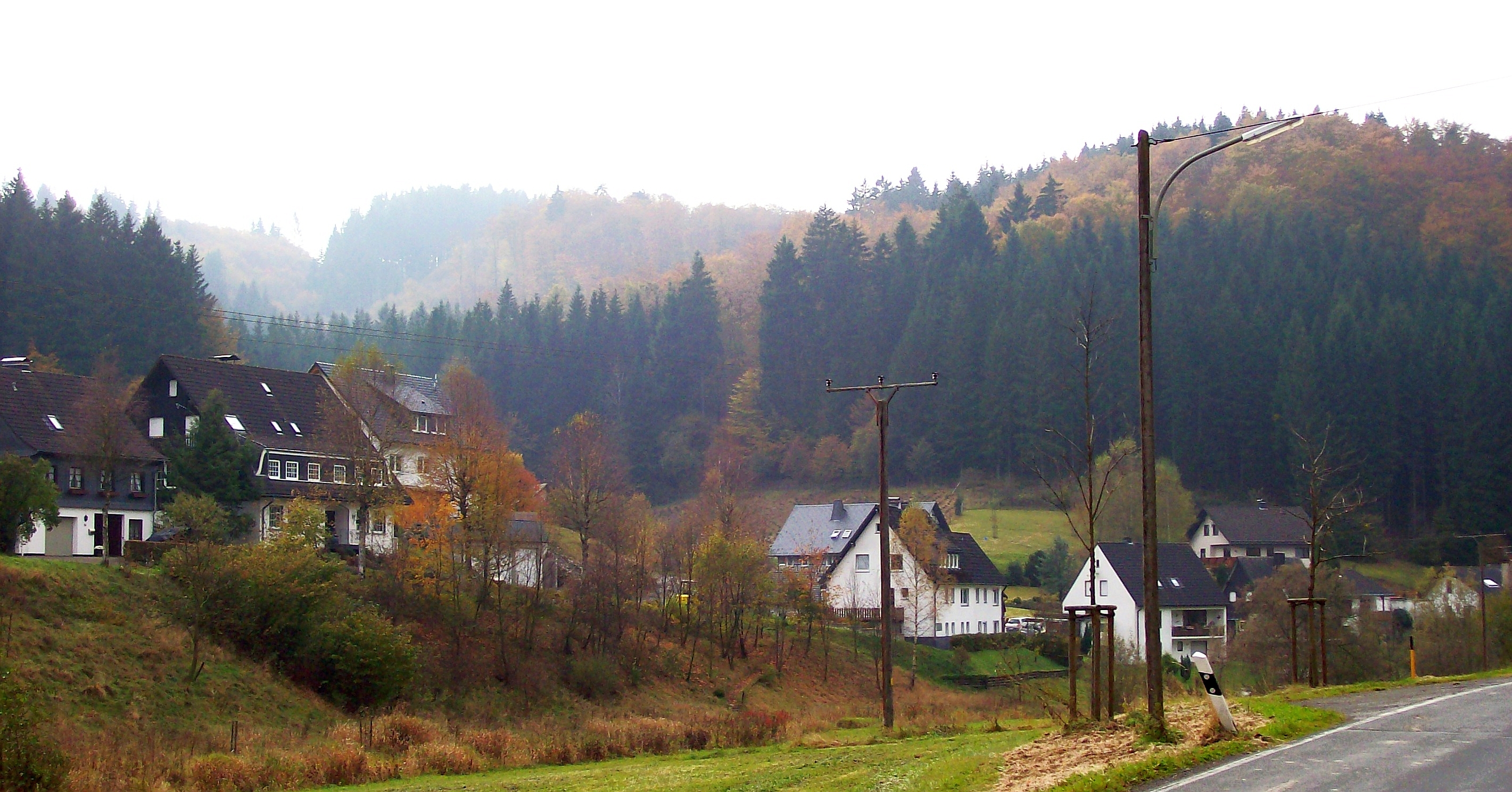
Rehsiepen

Rehsiepen ist ein Ortsteil der Stadt Schmallenberg in Nordrhein-Westfalen.

## Geografie

### Lage
Der Ort liegt rund acht Kilometer östlich von Bad Fredeburg und einen Kilometer nördlich vom Heidberg (727 m). Durch Rehsiepen fließt die Sorpe. Der Fluss entspringt rund einen Kilometer östlich von Rehsiepen.

### Nachbarorte
Angrenzende Orte sind Obersorpe, Altastenberg und Nesselbach.

## Geschichte
Rehsiepen wurde um 1600 als Flurbezeichnung in der Statistik des Ortes Oberkirchen erstmals erwähnt. Um 1819 bestand Rehsiepen aus zwei Köhlerhäusern mit zwölf Einwohnern. Im Jahr 1895 wohnten 98 Einwohner, nach der Eintragung des Handels- und Gewerbeadressbuches der Provinz Westfalen, in dem Ort Rehsiepen. Das Dorf gehörte bis zum kommunalen Gebietsreform in Nordrhein-Westfalen zur Gemeinde Oberkirchen. Seit dem 1. Januar 1975 ist Rehsiepen ein Ortsteil der erweiterten Stadt Schmallenberg.

## Sehenswürdigkeiten

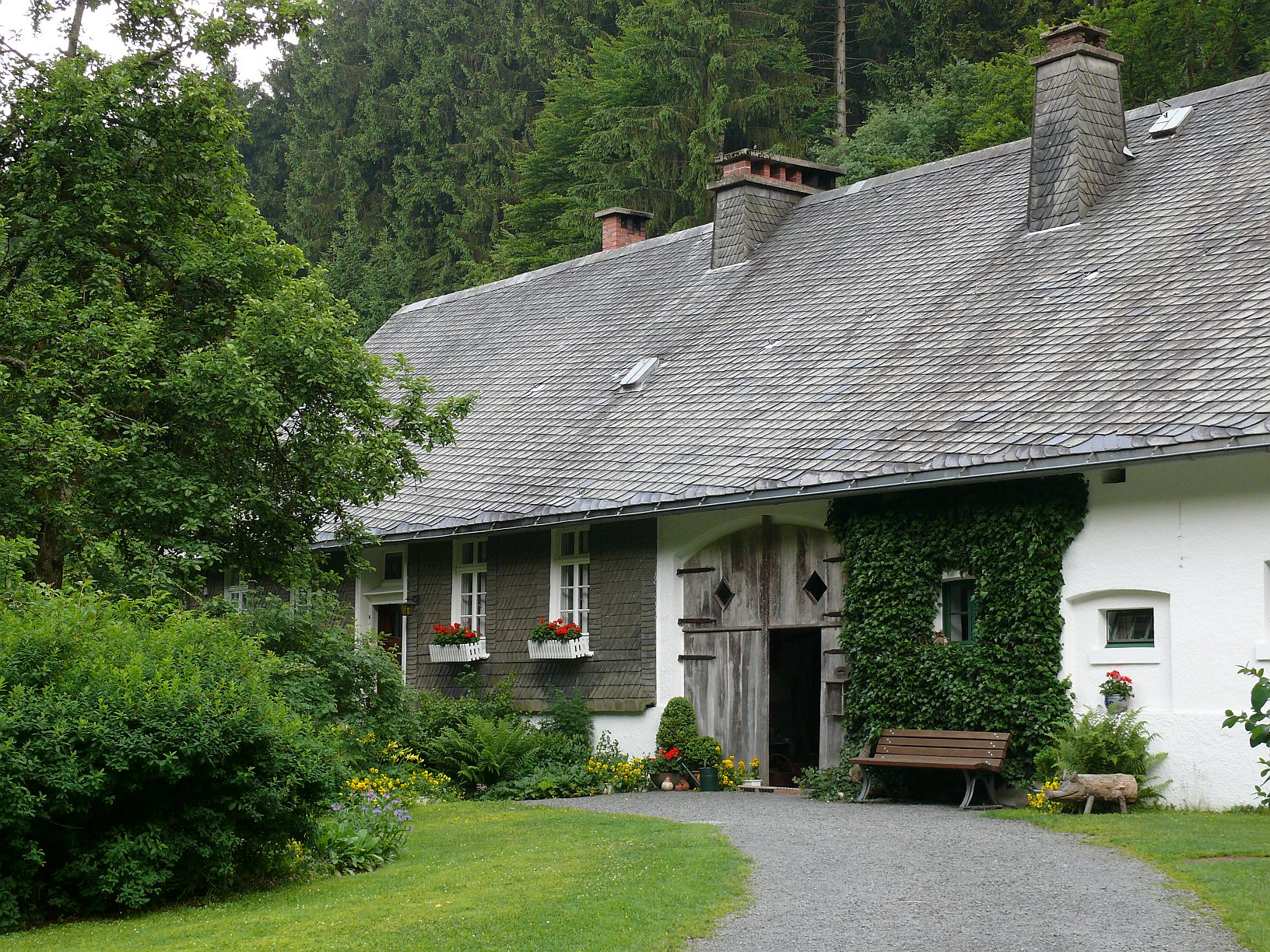
Altes Forsthaus

Sehenswürdig ist das denkmalgeschützte alte Forsthaus. Das Anwesen wurde 2009 in die gemeinnützige Stiftung „Altes Forsthaus Rehsiepen“ eingebracht.